# Bottom
Bottom era una comedia televisiva británica de principios de los años 90 escrita por Rik Mayall y Adrian Edmonson, que eran las principales estrellas e interpretaban a Richard Richard (Richie) y Edward Elizabeth Hitler (Eddie) respectivamente, que comparten un piso en Hammersmith, al oeste de Londres. 
Fue emitida por Canal+ en España como La pareja basura. También fue emitida en algunos canales autonómicos, como Eitb
La serie destaca por su caótico y nihilista sentido del humor.
Bottom generó una gira teatral entre 1993 y 2003, además de una película titulada Guest House Paradiso (1999). Hubo planes para producir un spin-off de la serie que se titularia "Hooligan's Island" pero fue cancelada. El 2008, Bottom quedó en posición número 45 en la encuesta "Britain's Best Sitcom" hecha por la BBC.

## Reparto
- Adrian Edmondson es Edward "Eddie" Elizabeth Hitler[4]
- Rik Mayall es Richard "Richie" Richard[5]

Otros personajes:
- Steve O'Donnell es Spudgun (1991–95)
- Christopher Ryan es Dave Hedgehog (1991–95)
- Lee Cornes es Dick Head (1991–95)
- Roger Sloman es Mr. Harrison (1991–92)

## Argumento
Eddie y Richie son dos vagos y pervertidos lunaticos sin trabajo, sin dinero y cuya única propiedad es un cochambroso piso que comparten en Hammersmith. Mayall los describe como "supervivientes desempleados". 
Los dos malgastan su tiempo peleando entre ellos o en patéticos intentos de conseguir sexo. 
Richie es un pusilánime y pomposo perdedor que intenta aparentar ser más listo y rico de lo que es.
Eddie es un violento borracho que le roba a su familia y también a Richie, aunque él a veces tiene momentos de loca genialidad.
A veces la pareja sale al pub "the Lamb and Flag", pero muchos de los episodios tienen como único escenario su infecto piso.

## Producción
Edmondson y Mayall han sido pareja artística desde que se conocieron en la comedia 20th Century Coyote, ambientada en la universidad de Mánchester, en 1976.
Ellos desarrollaron los personajes de Eddie y Richie basándose vagamente en sí mismos. El dúo usó personajes parecidos en sus anteriores trabajos: The Young Ones, The Dangerous Brothers, y Filthy, Rich & Catflap.
Cada episodio fue rodado con público y con 35 minutos de duración que en el montaje se quedaban justo en 30.